# Werner Föckler
Werner Föckler (* 24. Juni 1945 in Ellerstadt) ist ein ehemaliger deutscher Fußballschiedsrichter.

## Leben
Föckler wuchs in Ellerstadt auf und spielte dort beim TV Ellerstadt zunächst Fußball, später auch Tischtennis. Nach dem Besuch der Hauptschule begann er 1959 eine Ausbildung zum Dreher bei der BASF in Ludwigshafen, die er 1963 abschloss. Später absolvierte Föckler die Meisterprüfung und eine Weiterbildung zum REFA-Ingenieur. Bis zu seinem Vorruhestand war er als Ausbilder tätig. Föckler lebt in Weisenheim am Sand, ist dreifacher Vater und verwitwet.

## Fußball
1969 legte Föckler die Schiedsrichterprüfung ab, vier Jahre später pfiff er in der Regionalliga. Bereits ab der Saison 1974/75 war er in der 2. Bundesliga Schiedsrichter, in der er insgesamt 104 Spiele absolvierte. In der Saison 1980/81 leitete er erstmals ein Spiel in der 1. Bundesliga, insgesamt war Föckler bis zur Saison 1991/92 in 127 Bundesligaspielen und im DFB-Pokal-Finale 1985 als Schiedsrichter eingesetzt.
Im Finale des Europapokals der Pokalsieger zwischen dem FC Barcelona und Standard Lüttich am 12. Mai 1982 im Camp Nou unterstützte er Walter Eschweiler als Linienrichter. Ab der folgenden Saison 1982/83 war Föckler FIFA-Schiedsrichter und bis zu seinem altersmäßigen Ausscheiden 1991 leitete er 7 Länder- und 10 Europacupspiele.
Nach dem Ausscheiden als Bundesligaschiedsrichter wurde Föckler 1992 in den Lehrstab des DFB berufen. Darüber hinaus ist er Vorsitzender des Schiedsrichterausschusses im Fußball-Regional-Verband Südwest und war bis zum Jahr 2016 Mitglied der DFB-Schiedsrichterkommission.